# Schädelbasis

Schädel in Seitenansicht:
1. Stirnbein (gelb)
4. Siebbein (rot)
6. Keilbein (rosa)
7. Hinterhauptsbein (grün)
8. Schläfenbein (orange)

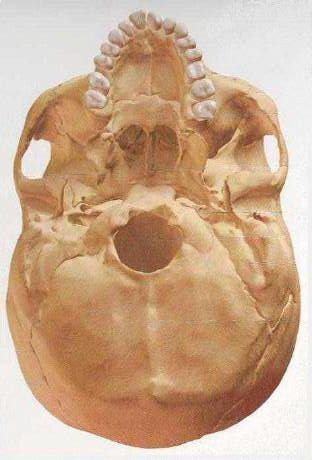
Menschlicher Schädel mit Schädelbasis von unten gesehen

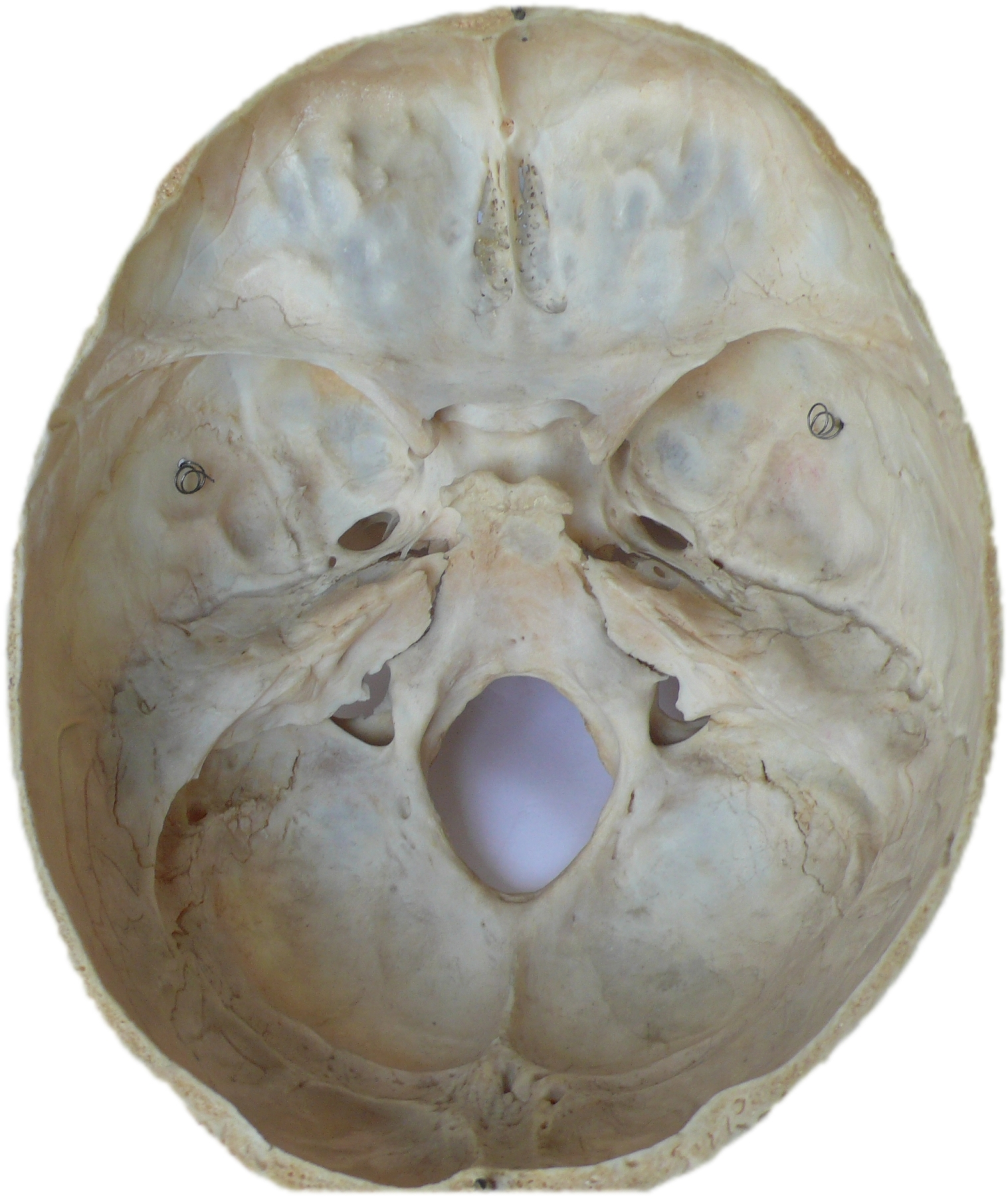
Menschliche Schädelbasis
von innen

Unter Schädelbasis (lateinisch Basis cranii) versteht man den unteren Teil des Hirnschädels. Sie wird gebildet von Anteilen des Stirnbeins (Os frontale), des Siebbeins (Os ethmoidale), des Keilbeins (Os sphenoidale), des Schläfenbeins (Os temporale) und des Hinterhauptbeins (Os occipitale). In der Tieranatomie zählen Stirn- und Siebbein nicht zur Schädelbasis, da diese dort nicht als untere (basale) Anteile des Schädels angesehen werden.
An der äußeren Schädelbasis befinden sich die Gelenkflächen (Kondylen) für den ersten Halswirbel. Diese Gelenke gehören zu den Kopfgelenken.
Die innere Schädelbasis (Basis cranii interna), also der Boden der das Gehirn enthaltenden Schädelhöhle, wird unterteilt in die:
- vordere Schädelgrube (Fossa cranii anterior, bei Tieren Fossa cranii rostralis),
- mittlere Schädelgrube (Fossa cranii media) und
- hintere Schädelgrube (Fossa cranii posterior, bei Tieren Fossa cranii caudalis).

## Öffnungen
Bis ins 17. Jahrhundert galt die Schädelbasis als durchlässig für Blut und Schleim, und die Sekrete von Nase und Augen wurden als Hirnausscheidungen aufgefasst. Im Bereich der Schädelbasis gibt es tatsächlich eine Reihe von Öffnungen zum Durchtritt von Hirnnerven und Blutgefäßen:
- Canalis opticus: Nervus opticus, Arteria ophthalmica
- Canalis nervi hypoglossi: Nervus hypoglossus
- Foramen jugulare: Vagusgruppe, Vena jugularis interna
- Canalis musculotubarius: Tuba auditiva
- Canalis caroticus (nur bei Mensch und Raubtieren): Arteria carotis interna
- Foramen rotundum: Nervus maxillaris
- Foramen ovale (bei Mensch, Raubtieren, Wiederkäuern): Nervus mandibularis
- Foramen spinosum (Mensch, Raubtiere): Arteria meningea media
- Foramen lacerum (Mensch, Pferde, Schweine)
- Porus acusticus internus, innere Öffnung des Meatus acusticus internus (Innerer Gehörgang): Nervus vestibulocochlearis, Nervus facialis
- Foramen alare caudale (Hunde, Pferde): Arteria maxillaris
- Foramen magnum: Medulla oblongata, Nervus accessorius, Vertebralarterien, und Venen